# لاسلو فارغا
لاسلو فارغا هو سياسي مجري، ولد في 1 سبتمبر 1979 في ميشكولتس في المجر. نشط حزبياً في الحزب الاشتراكي المجري. وقد انتخب عضو الجمعية الوطنية المجرية ‏ وقد انضم خلال فترته النيابية ‏ (16 مايو 2006 – ) للكتلة البرلمانية الحزب الاشتراكي المجري.